# Wangjia Rinpoche
Wangjia Rinpoche oder Wangfo Rinpoche (chin. Wangfo huofo 王佛活佛 oder Wangjia huofo 王嘉活佛) ist eine der fünf großen Inkarnationsreihen  aus dem Monguor-Kloster Gönlung Champa Ling (tib.: dgon lung byams pa gling; chinesisch 佑宁寺, Pinyin Youning Si) der Gelugpa in der historischen Region Amdo. Das Kloster befindet sich im heutigen Autonomen Kreis Huzhu der Monguor in der nordwestchinesischen Provinz Qinghai.
Bis heute gibt es insgesamt sechs Vertreter dieser Reihe.
Der erste Vertreter der Reihe, Wang Chöje Dragpa Peljor (tib.: wang chos rje grags pa dpal 'byor), war der 28. Abt des Klosters. Der fünfte Vertreter der Reihe, Ngawang Khyenrab Gyatsho (ngag dbang mkhyen rab rgya mtsho) war der 107. Abt des Klosters.

## Übersicht
|                                      | Lebensdaten     | Pinyin/chin./tib.                                                                           |
| ------------------------------------ | --------------- | ------------------------------------------------------------------------------------------- |
| 1. Wang Chöje Dragpa Peljor          |                 | Wang Qujie Zhaba Banjue 王曲结扎巴班觉 (wang chos rje grags pa dpal 'byor)                  |
| 2. Kelsang Thubten Yeshe Dargye      | 1739–1804       | Gasang Tudeng Yixi Daji 噶桑图登意希达吉 (bskal bzang thub bstan ye shes dar rgyas)         |
| 3. Kelsang Thubten Tenpe Nyima       | 1805–1845       | Gasang Tudeng Danbei Nima 噶桑图登丹贝尼玛 (bskal bzang thub bstan bstan pa'i nyi ma)       |
| 4. Lobsang Tshülthrim Dargye Gyatsho | 1846–1906       | Luosang Cuicheng Daji Jiacuo 罗桑崔臣达吉嘉措 (blo bzang tshul khrims dar rgyas rgya mtsho) |
| 5. Ngawang Khyenrab Gyatsho          | 1906 – ca. 1963 | Awang Qinrao Jiacuo 阿旺钦饶嘉措 (ngag dbang mkhyen rab rgya mtsho)                         |